# Xosé Caveda y Nava
Xosé Caveda y Nava (Villaviciosa, 12 de juny de 1796 - Gijón, 11 de juny de 1882) fou un historiador, polític i crític d'art asturià. Entre altres alts càrrecs, va ser Diputat a Corts i Director General d'Agricultura, Indústria i Comerç. Erudit investigador d'assumptes històrics i artístics, sobretot del seu Astúries natal; autor i antologista de poemes en asturlleonès.

## Biografia
Era fill de l'historiador il·lustrat Francisco de Paula Caveda y Solares, i de Florència de Nava Palacio y Menéndez Valdés. En la seva vila natal va aprendre de nen les primeres lletres, francès, anglès i llatí. Després es va traslladar amb la seva família a Gijón, i va ingressar a l'Institut Asturià fundat per Gaspar Melchor de Jovellanos, que era bon amic del seu pare. Aquí va estudiar Matemàtiques, Astronomia, Geografia i Història i va impartir algunes classes, i després es va traslladar a Madrid per continuar els seus estudis. La invasió francesa i la mort del seu pare li van fer interrompre'ls sense graduar-se, però va completar la seva formació de forma autodidacta a Villaviciosa.
Durant el Trienni Liberal va formar part de la Milícia Nacional, per la qual cosa amb la restauració de l'absolutisme va haver de retirar-se a Villaviciosa. Després de la mort de Ferran VII va fer carrera política en les files moderades. Va ser regidor de la seva vila natal, membre de la Junta General del Principat d'Astúries (fins que va desaparèixer, substituïda per la Diputació Provincial), Diputat Provincial, Secretari del Govern Polític, Diputat a Corts (electe el 1837 i el 1846) i Governador Polític d'Oviedo (1838). Dins de l'Administració de l'Estat, va ser Cap de Secció del Ministeri de Governació (1844), Director General interí d'Instrucció Pública (1845), Director General d'Administració Local (1846) i d'Agricultura, Indústria i Comerç (1850-53 i 1854-57), Conseller d'Estat (1853), Vocal de la Comissió Central de Monuments (1855), Director del Museu Nacional de Pintures (1856) i Director d'Operacions Censals de la Junta General d'Estadística (1861).
Va pertànyer com a Acadèmic numerari a les Reials de la Història (1847, abans corresponent des de 1818), Espanyola de la Llengua (1851) i de Belles arts (1853), i va ser Consiliari d'aquesta última. Per a aquestes doctes corporacions i per a l'Administració Pública, va fer bastants estudis que romanen inèdits. Alguns s'han anat publicant a partir de 1978. Per part de l'Acadèmia de la Història, va dirigir l'edició dels Cronicones.
Va ser Secretari de la Reina (1845) i la seva Gentilhome de cambra amb exercici, comanador de l'Orde de Carles III i cavaller gran creu de l'Orde d'Isabel la Catòlica (1852).
Després de jubilar-se el 1867 amb el rang de Cap d'Administració Civil, el 1872 es va traslladar de Madrid a Gijón, emportant-se la seva biblioteca de més de 12.000 volums. Durant el seu retir va seguir investigant i va col·laborar intensament a El Comercio, La Voz de Asturias i la Revista de Asturias

## Caveda i l'asturià
El 1839 publicà el seu Discurso sobre el dialecto asturiano con noticia de algunos poetas asturianos, i també una Colección de poesías en dialecto asturiano. Aquesta obra colectánea recollia poemes d'altres autors (i alguns propis inclosos com a anònims) i anava precedida d'un pròleg i un «Discurso Preliminar sobre el dialecto asturiano» escrits per Caveda. Va ser el primer llibre imprès amb textos en asturlleonès i es va convertir en model literari per als escriptors posteriors en aquesta llengua. El 1879 va publicar per lliuraments a El Comercio els seus Recuerdos de la lengua asturiana: frases, locuciones, modismos y cantares de nuestro dialecto, i el 1886 els va imprimir en volum. Aquesta obra recollia un vast treball de camp realitzat pel seu pare, a qui cita com «un amic del Sr. Jovellanos».
La imatge rural que va reflectir en les seves obres es va convertir en un tòpic, així com la seva visió de l'asturià com una forma de castellà antic que no havia evolucionat.

## Obra publicada
- Memoria histórica sobre la Junta General del Principado de Asturias (Oviedo, 1834)
- Colección de poesías en dialecto asturiano (Oviedo, 1839)
- Discurso sobre el dialecto asturiano con noticia de algunos poetas asturianos (Oviedo, 1839)
- Discurso de contestación al de Francisco Enriques y Ferrer Originalidad de la arquitectura árabe, en la recepción de éste en la Real Academia de Bellas Artes de San Fernando (Madrid, 1859).
- «Impugnación del artículo sobre los arquitectos españoles», en la Quarterly Review (Londres, 1874).
- Ensayo histórico sobre los diversos géneros de Arquitectura empleados en España desde la dominación romana hasta nuestros días (Madrid, 1848).
- La poesía considerada como elemento de la Historia (Madrid, 1852).
- Discurso sobre el desarrollo de los estudios históricos en España desde el reinado de Felipe V hasta el de Fernando VII (Madrid, 1854).
- El grabado en España hasta los primeros años del siglo XVIII (Madrid, 1865).
- Notas y observaciones a la obra de Estanislao Rendueles Llanos Historia de la villa de Gijón desde los tiempos más remotos hasta nuestros días (Gijón, 1867).
- Memorias para la historia de la Real Academia de San Fernando y de las Bellas Artes en España: Desde el advenimiento al trono de Felipe V, hasta nuestros días (Madrid, 1867-1868), 2 vols.
- «Recuerdos de la lengua asturiana: frases, locuciones, modismos y cantares de nuestro dialecto», en El Comercio, n.os 161-172 (Gijón, marzo de 1878).
- Examen crítico de la restauración de la monarquía visigoda en el siglo VIII (Madrid, 1879).
- Memorias de varones célebres asturianos,
- Historia de Oviedo (Gijón, Auseva, 1978, en Monumenta Historica Asturiensia, IV).
- Memoria histórica de los templos construidos en Asturias desde la Restauración de la Monarquía Gótica hasta el siglo XII (Oviedo, Universidad, 1982).
- Pelayo de romances y poesía épica (Oviedo, Dupont, 1991).